# João Argenir dos Santos
João Argenir dos Santos (Passo Fundo, 20 de julho de 1954) é um cantor, compositor e guitarrista brasileiro.
Faz parte do grupo Os Monarcas desde 1974.
Entre os sucessos na sua voz se destacam as músicas Vaneira Grossa, Não Encosta a Barriguinha, Dia de Festança, De Bota Nova, Vaneira do Brasil, Baile de Loco, O Que Que Há?, Dona dos Meus Sonhos, Dançando Com a Morena (segunda versão), Carcando Vanerão, O Mouro e a Ruana, Rancheira Puladinha, No Repicar da Vaneira, Bamo Que Bamo, Bem Me Quer, Por Isso Que Vou Lá, Baile de Guacho, Chiquita, Na Baixada do Manduca, Doce Amargo do Amor, Tenho Que Andar, Tocar e Cantar, Vovô Tocando Gaita, Vai Que Vai (em parceria com Nelsinho), entre outras.